# Ashley Hans Scheirl
Hans Scheirl, también conocido como Angela Scheirl, Hans Angela Scheirl o Ashley Hans Sheirl, (nacido en 1956) es un artista y cineasta transgénero de Salzburgo, Austria .
Scheirl comenzó su transición a la edad de 40 con inyecciones de testosterona. Actualmente se identifica como "niño, drag-king, travesti, transgénero ... [e] insecto". También ha actuado en algunos grupos experimentales, incluido el grupo de música "8 oder 9" en Viena en 1978. Las películas de Scheirl utilizan "el aparato cinematográfico como tecnología para pervertir la representación". Él describe su trabajo como "ciber-cine para el fin de milenio patriarcal trans-X".

## Educación
En 1975 asistió a la Academia de Bellas Artes de Viena, Austria y recibió un diploma en Conservación y Tecnología del Arte en 1980. En 2003, Scheirl obtuvo un máster en Estudios de Arte en Central Saint Martins College of Art and Design en Londres, Inglaterra.

## Carrera profesional

### Películas
En 1979 Scheirl dirigió 52 películas en super-8 y dos cortometrajes en 1986. También dirigió dos cortometrajes en 16 mm en 1988. En 1991 codirigió, coeditó y actuó en Flaming Ears (1991) y dirigió Dandy Dust (1998). Scheirl utiliza la película como medio para experimentar con el género y la identidad, a menudo a través del montaje, y relaciona parte de su película con la identidad del "cyborg". También ha manifestado que su intención con el cine es crear un nuevo medio de comunicación. Scheirl había participado en numerosas películas, entre ellas Venus Boyz (2002) de Gabriel Baur, Pansexual Public Porn (1998) de Del laGrace Volcano y Making of Dandy Dust (2001) de Tina Keane .

#### Flaming Ears(1991)
También conocido como Rote Ohren fetzen durch Asche, Flaming Ears es un largometraje posapocalíptico de 83 minutos dirigido por A. Hans Scheirl, Ursula Pürrer y Dietmar Schipek. La película se centra en tres mujeres, Spy, Volley y Nun en la ciudad de Asche en el año 2700 y se basa en temas románticos y lesbianismo.

#### Dandy Dust(1998)
Dandy Dust es un largometraje de ciencia ficción experimental de 94 minutos dirigido, escrito y producido por Scheirl. La película presenta un personaje cyborg de género fluido al que viaja en el tiempo y descubre partes de la autoconciencia del pasado. Esta película presenta una trama fragmentada, desnudez, animación stop motion, efectos visuales descarnados y temas de sexo y sexualidad a través del uso de fluidos corporales y órganos reproductivos protésicos. Los personajes de la película incluyen a Dandy Dust, Super Mother Cyniborg XVII Duchess of Loft & Spire, Sir Sidore y Spider Cunt Boy.

### Arte
Scheirl realiza obras en pintura desde 1995 y se convirtió en profesora de "Pintura contextual" en la Academia de Bellas Artes de Viena, Austria en 2006.

## Filmografía
Su filmografía incluye:
| Año  | Título                                                                                           | Codirectores                  | Duración |
| ---- | ------------------------------------------------------------------------------------------------ | ----------------------------- | -------- |
| 1979 | Straßbilder                                                                                      |                               | 11 min   |
| 1979 | Ein ester Lebensmittelfilm                                                                       |                               | 5 min    |
| 1979 | Hände Hoch!                                                                                      |                               | 160 sec  |
| 1979 | Artistin in de Zirkuskuppel und Hezattacke                                                       |                               | 110 sec  |
| 1980 | Men & Masks 2                                                                                    |                               | 2 min    |
| 1980 | Noch Kokoseis                                                                                    |                               | 3 min    |
| 1980 | Saxofone & Spione                                                                                |                               | 5 min    |
| 1980 | Charles tanzt                                                                                    |                               | 3 min    |
| 1980 | Paris                                                                                            |                               | 1 min    |
| 1980 | Meyva Suyu                                                                                       |                               | 40 sec   |
| 1980 | Gerüstfilm                                                                                       |                               | 3 min    |
| 1980 | For Men`                                                                                         |                               | 1 min    |
| 1981 | Straße II                                                                                        |                               | Loop     |
| 1981 | The Ascension                                                                                    |                               | 4 min    |
| 1981 | Tigerin                                                                                          |                               | 2 min    |
| 1981 | Bei dieser Geschwindigkeit fetzen die Haare                                                      |                               | 3 min    |
| 1983 | Musikfilm: DNA                                                                                   |                               | 2 min    |
| 1983 | Jocasta taucht auf                                                                               |                               | 5 min    |
| 1983 | Orlando                                                                                          |                               | 3 min    |
| 1983 | Frau Zemo                                                                                        |                               | 9 min    |
| 1984 | anna alpha nacht                                                                                 |                               | 15 min   |
| 1984 | Men & Masks II                                                                                   |                               | 4 min    |
| 1984 | Ostern '84                                                                                       | Ursula Pürrer                 | 6 min    |
| 1984 | Piß in Rosa                                                                                      | Ursula Pürrer                 | 2 min    |
| 1984 | Bauchtanz                                                                                        | Ursula Pürrer                 | 5 min    |
| 1984 | Wald- und Wiesenfilm                                                                             | Ursula Pürrer                 | 3 min    |
| 1984 | Anna Wackelt                                                                                     | Ursula Pürrer                 | 2 min    |
| 1984 | Metall & Blumen                                                                                  | Ursula Pürrer                 | 3 min    |
| 1984 | Sex & Crime                                                                                      | Ursula Pürrer                 | 3 min    |
| 1984 | Kampf und Kuß                                                                                    | Ursula Pürrer                 | 3 min    |
| 1984 | Hochhaus & Reißverschluß                                                                         | Ursula Pürrer                 | 1 min    |
| 1984 | Nacht-Plakat-U-Bahn                                                                              | Ursula Pürrer                 | 5 min    |
| 1984 | Maria Meistert Metall und Anna Arbeitet Anständig                                                | Ursula Pürrer                 | 3 min    |
| 1984 | LGP                                                                                              | Ursula Pürrer                 | 3 min    |
| 1985 | Body Building (with Zora Marie Bauer)                                                            | Ursula Pürrer                 | 3 min    |
| 1985 | Das Schwarze Herz Tropft - Bastelanleitung zu - rinnen                                           | Ursula Pürrer                 | 11 min   |
| 1985 | Gezacktes Rinnsal schleicht sich schamlos schenkelnässend an                                     | Ursula Pürrer                 | 4 min    |
| 1985 | Im Garten der Gelben G.                                                                          | Ursula Pürrer                 | 9 min    |
| 1985 | Rhabarber & Zucker                                                                               | Ursula Pürrer                 | 1 min    |
| 1985 | Ein Schlauchboot & Austern                                                                       | Ursula Pürrer                 | 3 min    |
| 1985 | Super-8 Girl-Games                                                                               | Ursula Pürrer                 | 2 min    |
| 1985 | Rote Schnitte und die Luft dazwischen                                                            | Ursula Pürrer                 | 4 min    |
| 1985 | Gleichzetig nackt                                                                                |                               | 2 min    |
| 1986 | Im Original farbig                                                                               | Ursula Pürrer                 | 14 min   |
| 1986 | Slocking Walkman (music video)                                                                   | Ursula Pürrer Dietmar Schipek | 2 min    |
| 1989 | The Abbotess & the Flying Bone (16mm)                                                            | Dietmar Schipek               | 18 min   |
| 1990 | Die Vampirin auf der Kraftwagenbedarfsstation (35mm) (Cinema-Spot for Mörderinnen Film Festival) | Ursula Pürrer Dietmar Schipek | 35 sec   |
| 1992 | Rote Ohren fetzen durch Asche (Flaming Ears) (16mm)                                              | Ursula Pürrer Dietmar Schipek | 84 min   |
| 1993 | The Savings Pouch (TV-Spot for First Sex Channel 4 U.K.)                                         |                               | 1 min    |
| 1994 | Dandy Dust - The Showreel                                                                        |                               | 6 min    |
| 1995 | Summer of 1995                                                                                   | Jewels Barker                 | 10 min   |
| 1995 | Dandy Dust - The Trailer                                                                         |                               | 10 min   |
| 1996 | 1/2 Frösche Ficken Flink                                                                         |                               | 17 min   |
| 1998 | Dandy Dust (16mm)                                                                                |                               | 94 min   |

## Premios
En 2012, Scheirl recibió los premios "Kunstpreis der Stadt Wien" y "Jane Bowles Serious Elegance CHEAPy Underground Über Alles for Sci-Fi DIY Aesthetic Innovation y Gender Creative Visionary Art".